# حی الجمرک
حی الجمرک (به عربی: حی الجمرک) یک منطقهٔ مسکونی در مصر است که در استان اسکندریه واقع شده‌است.